# Anthony Modeste
 Anthony Mbu Agogo Modeste (Cannes, 14 de abril de 1988) es un futbolista francés que juega como delantero en el C. F. Intercity de la Primera Federación.

## Trayectoria

### Burdeos
Los grandes números goleadores tanto en la sub-21 francesa como en el Angers no pasaron de largo para muchos clubes y el Girondins, falto de un delantero tras la marcha de Chamakh y con falta de gol, decidió contratarle el 12 de agosto de 2010 por 3,5 millones de € + variables por 4 temporadas.
En enero de 2012 llegaron a un acuerdo Girondins de Burdeos y Blackburn Rovers Football Club para la cesión hasta final de la temporada 2011-12 al club inglés del atacante francés sin opción de compra al término de ésta.
El 13 de agosto de 2010, Modeste se unió al Girondins de Burdeos procedente del OGC Nice y firmó un contrato de cuatro años con el club.
El 19 de enero de 2012, se unió al Blackburn Rovers cedido por el resto de la temporada 2011-12 de la Premier League sin opción de compra.
El Blackburn Rovers descendió de la Premier League en la temporada 2011-12 después de que Modeste recibiera una tarjeta roja en uno de los últimos partidos de la temporada contra West Bromwich Albion, que Blackburn perdió 3 a 0.
El 31 de julio de 2012 fichó cedido por SC Bastia. Marcó en su debut en la victoria por 3 a 2 sobre el Sochaux. Su única temporada en Bastia fue un gran éxito, ya que marcó 17 goles por el club.

### Hoffenheim
El 9 de julio de 2013, Modeste firmó con el 1899 Hoffenheim por un contrato de tres años. Modeste hizo su debut por el club en la DFB-Pokal contra el Aumund-Vegesack de la quinta división el 3 de agosto, anotando dos goles y asistiendo al primer gol, de Roberto Firmino, en la victoria por 9 a 0. El fin de semana siguiente, ante el Hamburgo, Modeste anotó un doblete en la victoria por 5 a 1.

### Colonia
El 26 de junio de 2015, Modeste se unió al club alemán 1. FC Colonia, firmando un contrato de cuatro años. El 8 de agosto de 2015, marcó un triplete en su debut competitivo, en la victoria por 4 a 0 ante el SV Meppen en la primera ronda de la DFB-Pokal. Su primer gol fue a los 45 segundos, el gol más rápido en la historia del 1. FC Colonia en la DFB-Pokal.

### Tianjin Quanjian
El 12 de julio de 2017, Modeste fue cedido al Tianjin Quanjian en un contrato de dos años por 6 millones de euros, con una opción de compra por 29 millones de euros adicionales al final. El 18 de noviembre de 2018, el club fichó a Modeste en definitivo por tres años y medio.

### Retorno al Colonia
En 2018, Modeste rescindió unilateralmente su contrato con el Tianjin Quanjian, con la justificativa de que le debían dinero. En noviembre del mismo año, el Colonia lo firmó con un contrato hasta 2023.

### Borussia Dortmund
El 8 de agosto de 2022, el Borussia Dortmund confirmó el fichaje de Modeste con un contrato de un año para sustituir a Sébastien Haller por un tiempo. Al delantero de 34 años se le asignó el número 20. El 8 de octubre, anotó el gol de empate en el minuto 95 del Der Klassiker, contra el Bayern Múnich, para poner el marcador 2 a 2.

### Al-Ahly
El 11 de septiembre de 2023, firma por el Al-Ahly de la Premier League de Egipto, en el que jugaría durante una temporada. 

### Club de Fútbol Intercity
El 3 de febrero de 2025, tras comenzar la temporada sin equipo, firma por el C. F. Intercity de la Primera Federación.

## Estadísticas

### Clubes
Actualizado al último partido disputado el 27 de mayo de 2023.
| Club                               | Div.          | Temporada     | Liga  | Liga  | Copas nacionales | Copas nacionales | Copas internacionales | Copas internacionales | Total | Total |
| Club                               | Div.          | Temporada     | Part. | Goles | Part.            | Goles            | Part.                 | Goles                 | Part. | Goles |
| ---------------------------------- | ------------- | ------------- | ----- | ----- | ---------------- | ---------------- | --------------------- | --------------------- | ----- | ----- |
| O. G. C. Niza Francia              | 1.ª           | 2007-08       | 20    | 1     | 2                | 0                | ―                     | ―                     | 22    | 1     |
| O. G. C. Niza Francia              | 1.ª           | 2008-09       | 22    | 2     | 5                | 2                | ―                     | ―                     | 27    | 4     |
| O. G. C. Niza Francia              | Total club    | Total club    | 42    | 3     | 7                | 2                | 0                     | 0                     | 49    | 5     |
| Angers S. C. O. Francia            | 2.ª           | 2009-10       | 37    | 20    | 4                | 1                | ―                     | ―                     | 41    | 21    |
| Angers S. C. O. Francia            | Total club    | Total club    | 37    | 20    | 4                | 1                | 0                     | 0                     | 41    | 21    |
| F. C. Girondins de Burdeos Francia | 1.ª           | 2010-11       | 37    | 10    | 4                | 2                | ―                     | ―                     | 41    | 12    |
| F. C. Girondins de Burdeos Francia | 1.ª           | 2011-12       | 15    | 3     | 2                | 0                | ―                     | ―                     | 17    | 3     |
| F. C. Girondins de Burdeos Francia | Total club    | Total club    | 52    | 13    | 6                | 2                | 0                     | 0                     | 58    | 15    |
| Blackburn Rovers F. C. Inglaterra  | 1.ª           | 2011-12       | 9     | 0     | 0                | 0                | ―                     | ―                     | 9     | 0     |
| Blackburn Rovers F. C. Inglaterra  | Total club    | Total club    | 9     | 0     | 0                | 0                | 0                     | 0                     | 9     | 0     |
| S. C. Bastia Francia               | 1.ª           | 2012-13       | 36    | 15    | 2                | 2                | ―                     | ―                     | 38    | 17    |
| S. C. Bastia Francia               | Total club    | Total club    | 36    | 15    | 2                | 2                | 0                     | 0                     | 38    | 17    |
| TSG 1899 Hoffenheim · Alemania     | 1.ª           | 2013-14       | 29    | 12    | 4                | 2                | ―                     | ―                     | 33    | 14    |
| TSG 1899 Hoffenheim · Alemania     | 1.ª           | 2014-15       | 26    | 7     | 3                | 2                | ―                     | ―                     | 29    | 9     |
| TSG 1899 Hoffenheim · Alemania     | Total club    | Total club    | 55    | 19    | 7                | 4                | 0                     | 0                     | 62    | 23    |
| F. C. Colonia · Alemania           | 1.ª           | 2015-16       | 34    | 15    | 2                | 3                | ―                     | ―                     | 36    | 18    |
| F. C. Colonia · Alemania           | 1.ª           | 2016-17       | 34    | 25    | 3                | 2                | ―                     | ―                     | 37    | 27    |
| Tianjin Tianhai F. C. China        | 1.ª           | 2017          | 8     | 7     | 0                | 0                | ―                     | ―                     | 8     | 7     |
| Tianjin Tianhai F. C. China        | 1.ª           | 2018          | 12    | 4     | 1                | 0                | 8                     | 5                     | 21    | 9     |
| Tianjin Tianhai F. C. China        | Total club    | Total club    | 20    | 11    | 1                | 0                | 8                     | 5                     | 29    | 16    |
| F. C. Colonia · Alemania           | 2.ª           | 2018-19       | 10    | 6     | 0                | 0                | ―                     | ―                     | 10    | 6     |
| F. C. Colonia · Alemania           | 1.ª           | 2019-20       | 27    | 4     | 2                | 0                | ―                     | ―                     | 29    | 4     |
| F. C. Colonia · Alemania           | 1.ª           | 2020-21       | 8     | 0     | 1                | 1                | ―                     | ―                     | 9     | 1     |
| A. S. Saint-Étienne Francia        | 1.ª           | 2020-21       | 7     | 0     | 1                | 0                | ―                     | ―                     | 8     | 0     |
| A. S. Saint-Étienne Francia        | Total club    | Total club    | 7     | 0     | 1                | 0                | 0                     | 0                     | 8     | 0     |
| F. C. Colonia · Alemania           | 1.ª           | 2021-22       | 32    | 20    | 3                | 3                | ―                     | ―                     | 35    | 23    |
| F. C. Colonia · Alemania           | 1.ª           | 2022-23       | 0     | 0     | 1                | 0                | ―                     | ―                     | 1     | 0     |
| F. C. Colonia · Alemania           | Total club    | Total club    | 145   | 70    | 12               | 9                | 0                     | 0                     | 157   | 79    |
| Borussia Dortmund · Alemania       | 1.ª           | 2022-23       | 19    | 2     | 2                | 0                | 7                     | 0                     | 28    | 2     |
| Borussia Dortmund · Alemania       | Total club    | Total club    | 19    | 2     | 2                | 0                | 7                     | 0                     | 28    | 2     |
| Total carrera                      | Total carrera | Total carrera | 422   | 153   | 42               | 20               | 15                    | 5                     | 479   | 178   |